# Erik Bergman
Erik Valdemar Bergman (ur. 24 listopada 1911 w Uusikaarlepyy, zm. 24 kwietnia 2006 w Helsinkach) – fiński kompozytor, organista, dyrygent i pedagog wywodzący się z mniejszości szwedzkojęzycznej.

## Życiorys
Studiował muzykologię u Ilmara Krohna i literaturę u Yrjö Hirna na Uniwersytecie Helsińskim (1931–1933) oraz kompozycję u Erika Furuhjelma i Bengta Carlsona i grę na fortepianie u Ilmara Hannikainenena w Akademii Sibeliusa (1931–1938). Ponadto w latach 1937–1939 pobierał studia w Hochschule für Musik w Berlinie u Heinza Tiessena. Kształcił się też w Wiedniu u Josepha Marxa. Odbył podróże do Egiptu, Turcji, Afryki Północnej i na Daleki Wschód. Od 1949 do 1950 roku przebywał w Szwajcarii, gdzie pod kierunkiem Wladimira Vogla zapoznał się z techniką dwunastotonową.
Pisywał jako krytyk muzyczny m.in. do Nya Pressen i Hufvudstadsbladet. W latach 1963–1976 wykładał kompozycję w Akademii Sibeliusa. W 1961 roku przyjęty na członka Królewskiej Szwedzkiej Akademii Muzycznej. Prowadził działalność jako organista i dyrygent chóralny, dyrygował m.in. chórami Akademiska Sångföreningen (1950–1969) i Muntra Musikanter (1951–1978). Był też autorem audycji radiowych. Jego żoną w latach 1961–1996 była Solveig von Schoultz.
Odznaczony został medalem Pro Finlandia, komandorią Orderu Białej Róży Finlandii i komandorią Orderu Lwa Finlandii. W 1965 roku otrzymał Nagrodę Sibeliusa przyznawaną przez Fundację Wihuri, a w 1994 roku Nagrodę muzyczną Rady Nordyckiej.

## Twórczość
Muzyka Bergmana cechuje się doskonałością warsztatową i zwięzłością wypowiedzi. Szczególne miejsce w twórczości kompozytora zajmowała muzyka wokalna. Uważany jest za twórcę neoimpresjonistycznego, interesował się jednak także nowszymi trendami w muzyce, sięgał też po elementy zaczerpnięte z kultury muzycznej Bliskiego Wschodu.
Skomponował m.in. Suitę na orkiestrę smyczkową (1940), Tre aspetti d’una seria dodecafonica (1957), Aubade (1958), Simbolo (1960), Circulus (1965), Hathor Suite (1971), Colori ed improvvisazioni (1973), Bardo Thödal (1974), Lapponia (1975), Arctica (1979), Ananke (1982), Trio fortepianowe (1940), Kolme fantasiaa na klarnet i fortepian (1953), Concertino da camera na flet, klarnet, klarnet basowy, trio smyczkowe, perkusję i fortepian (1961), Suitę na gitarę (1949), suitę Intervalles na fortepian (1949), Sonatina na fortepian (1950), Exsultate na organy (1954), Majnätter na sopran i orkiestrę (1946), Ensamhetens sånger na głos i orkiestrę (1947), Rubaiyat na baryton, chór męski i orkiestrę (1953), Svanbild na baryton, chór męski i kwartet (1958), Aton na baryton, recytatora, chór i orkiestrę (1959), Sela na baryton, chór i orkiestrę kameralną (1962), Fåglarna na baryton, chór męski z 5 solistami, perkusję i czelestę (1962), suitę Snö na baryton, chór męski i flet (1966), Spring-time na baryton i chór męski (1966), Canticum Fennicum na chór i orkiestrę (1968), Nox na baryton, chór, flet, rożek angielski i perkusję (1970), Requiem över en död diktare: Gunnar Ekelöf in memoriam na baryton, chór mieszany, dwie trąbki, dwa puzony, dwie perkusje i organy (1970), 4 Galgenlieder dla 3 narratorów i chóru mówionego (1960), suitę Hä Li Bomp dla narratora, tenora i chóru męskiego (1964), cykl pieśni Med dig (1956), koncert wiolonczelowy Dualis (1978), koncert fletowy Birds in the Morning (1979), koncert fortepianowy (1981), koncert skrzypcowy (1982), Solfatara na saksofon i perkusję (1977), Silence and Eruptions na kwartety smyczkowy i dęty, fortepian i perkusję (1979), Mipejupa na flet, saksofon, gitarę i perkusję (1981), Borealis na dwa fortepiany i perkusję (1983), Etwas Rascher na kwartet saksofonowy (1985), Lemminkäinen na narratora, mezzosopran, baryton i chór mieszany a cappella (1985), dramat sceniczny Noa na baryton, chór i orkiestrę (1975), operę Det sjungande Trädet (1986–1988), cztery nokturny orkiestrowe Sub luna (1991), Tapiolassa na dwa soprany dziecięce, alt dziecięcy i chór dziecięcy (1992), Quint-essence na kwartet saksofonowy i perkusję (1993), Attention! na pięciu perkusistów (1993), Musica marina na orkiestrę smyczkową (1994), Den heliga oron na mezzosopran i kwartet smyczkowy (1995), pięć pieśni Ögonblicket na głos i fortepian (1995), Aggadot na kwartet wokalny i zespół instrumentalny (1995), Hommage à Béla Bartók na chór mieszany (1995), Hommage à Paul Sacher na kwartet smyczkowy, wibrafon i fortepian (1995).